# Heinrich Hartwig (Statistiker)
Heinrich Hartwig (* 1907; † 1981) war ein deutscher Statistiker und Hochschullehrer an der Universität Frankfurt am Main.
Hartwig wurde 1954 in Frankfurt habilitiert, wo er bis zu seiner Pensionierung im Jahr 1972 als Professor wirkte.
Er gehörte mit Paul Flaskämper und Adolf Blind zum Kern der so genannten „Frankfurter Schule der Statistik“, zu der außerdem Franz Žižek, Heinz Grohmann und Werner Neubauer gezählt werden.  Auf Hartwig geht der Begriff der statistischen Adäquation zurück, der von Günter Menges aufgegriffen und weitergeführt wurde.

## Veröffentlichungen (Auswahl)
- Diskussionsbeitrag zum Vortrag von Adolf Blind: Probleme und Eigentümlichkeiten sozialstatistischer Erkenntnis. In: Allgemeines Statistisches Archiv. Band 37, 1953, S. 336–339.
- Diskussionsbeitrag zum Vortrag von Oskar Anderson: Moderne Methoden statistischer Kausalforschung in den Sozialwissenschaften. In: Allgemeines Statistisches Archiv. Band 37, 1953, S. 318–320.
- Naturwissenschaftliche und sozialwissenschaftliche Statistik. In: Zeitschrift für die gesamte Staatswissenschaft. Band 112, 1956, S. 252–266, JSTOR:40747797 (Antrittsvorlesung, gehalten vor der Wirtschafts- und Sozialwissenschaftlichen Fakultät der Johann-Wolfgang-Goethe-Universität zu Frankfurt am Main am 24. November 1954).
- Indexzahlen für den Außenhandel. In: Adolf Blind (Hrsg.): Umrisse einer Wirtschaftsstatistik – Festgabe für Paul Flaskämper zur 80. Wiederkehr seines Geburtstages. Hamburg 1966, S. 167–180.